# Rimsting
Rimsting è un comune tedesco di 3 641 abitanti, situato nel land della Baviera.